# Solenostoma mamatkulovii
Solenostoma mamatkulovii là một loài rêu tản trong họ Jungermanniaceae. Loài này được (Váňa & Zerov) Váňa, Hentschel & J. Heinrichs miêu tả khoa học lần đầu tiên năm.